# Знедолені (фільм, 2000)
«Знедолені» (фр. Les Misérables) — телевізійний чотирисерійний художній фільм (за версією авторів — мінісеріал) режисерки Жозе Даян, знятий у 2000 році. Спільне виробництво Франції, Італії, Іспанії, Німеччини і США. У основу сюжету покладено однойменний роман Віктора Гюго.

## Синопсис
У 1815 році єпископом міста Діня був Шарль-Франсуа Мірієль (Отто Зандер), прозваний за добрі справи Бажаним, — Б'єнвеню. У молодості він мав безліч любовних пригод і вів світське життя — проте Революція усе змінила. Пан Мірієль поїхав до Італії, звідки повернувся вже священиком. Одного дня в його будинок постукав Жан Вальжан (Жерар Депардьє). Він пробув на каторзі дев'ятнадцять років — за те, що одного дня вкрав коровай хліба для семеро голодних дітей своєї овдовілої сестри. Озлобившись, він перетворився на дикого зацькованого звіра. Вислухавши похмуру сповідь каторжника, монсеньйор Б'єнвеню наказує нагодувати його в кімнаті для гостей. Посеред ночі Жан Вальжан прокидається: йому не дають спокою шість срібних столових приладів — єдине багатство єпископа, що зберігалося в господарській спальні. Вальжан навшпиньках підходить до ліжка єпископа, зламує шафку з сріблом і хоче розтрощити голову доброго пастиря масивним свічником, але якась незрозуміла сила утримує його. Пробачений єпископом Жан Вальжан змінюється та згодом стає успішним промисловцем і мером провінційного міста. Але інспектор поліції Жавер (Джон Малкович) переконаний, що злочинець завжди залишиться злочинцем, і місце Вальжану у в'язниці. Неправедне правосуддя знову наздоганяє Вальжана. Разом з прийомною донькою Козеттою (Вірджинія Ледоєн)  Вальжан тікає до Парижа. Але і там йому доводиться продовжити боротьбу зі своїм невблаганним переслідувачем…

## В ролях
| Актор(ка)            |   | Роль             |
| -------------------- | - | ---------------- |
| Жерар Депардьє       | … | Жан Вальжан      |
| Крістіан Клав'є      | … | Тенардьє         |
| Джон Малкович        | … | Жавер            |
| Азія Ардженто        | … | Епоніна Тенардьє |
| Вірджинія Ледоєн     | … | Козетта          |
| Шарлотта Генсбур     | … | Фантіна          |
| Енріко Ло Версо      | … | Маріус Понмерсі  |
| Вероніка Феррес      | … | мадам Тенардьє   |
| Жанна Моро           | … | Невинна мати     |
| Отто Зандер          | … | єпископ Мірієль  |
| Джованна Меццоджорно | … | сестра Сімпліс   |
| Вадим Гловна         | … | Фошлеван         |
| Штеффен Вінк         | … | Анжольрас        |
| Жером Арделай        | … | Гаврош           |
| Мішель Дюшоссуа      | … | Жильнорман       |
| Жан-Луї Рішар        | … | Скарпоні         |
| Роже Дюма            | … | Лоррейн          |
| Дені Подалідес       | … | Скофлаїр         |
| Саша Бурдо           | … | Бігренаїль       |